# Route départementale 134 (Yvelines)
Pour les articles homonymes, voir Route départementale 134.
La route départementale 134, ou D134, est une route du département français des Yvelines.
Commençant sur la commune de Neauphle-le-Château Place Mancest, elle se termine à Plaisir échangeur N12.

## Localités traversées
- Neauphle-le-Château
- Plaisir